# Hop
Hop és una pel·lícula d'animació que tracta sobre la pasqua, produïda l'any 2011 per Universal Studios i Illumination Entertainment. Es va estrenar als cinemes l'1 d'abril de 2011 als Estats Units i al Regne Unit. La pel·lícula està dirigida pel director de Alvin and the Chipmunks, Tim Hill, i per a la seva versió en anglès prestaren la veu Russell Brand com E.B., James Marsden com Fred O'Hare, Kaley Cuoco com Samantha O'Hare, Elizabeth Perkins com la senyora O'Hare, Chelsea Handler com la senyora Beck, Hugh Laurie com el conill de Pasqua, i David Hasselhoff com ell mateix.

## Argument
La pel·lícula parla d'E.B. (Russell Brand), el fill adolescent del conill de Pasqua que, abans de fer-se càrrec del negoci familiar, surt de la seva casa de Hollywood per perseguir el seu somni de convertir-se en bateria, i és copejat per Fred O'Hare (James Marsden), un aturat que es dirigia a ca seva; no quedant-li més remei que allotjar-lo mentre es recupera. E.B. es converteix en el pitjor convidat que Fred hauria mai somiat.

## Repartiment
- James Marsden: Fred O'Hare 
  - Coleton Ray: joven Fred.
- Kaley Cuoco: Samantha "Sam" O'Hare
- Tiffany Espensen: Alex O'Hare
- Gary Cole: Henry O'Hare
- Elizabeth Perkins: Bonnie O'Hare
- Chelsea Handler: la senyora
- David Hasselhoff: Ell mateix - El presentador de "Hoff Knows Talent".
- Russell Brand: un "Hoff Knows Talent" assistent de producció
- Hugh Hefner: Ell mateix
- Dustin Ybarra: Cody

### Veus
- Russell Brand: E.B.
- Django Marsh: jove E.B.
- Hugh Laurie: el Conill de Pasqua
- Hank Azaria: Carlos i Phil
- John Cohen: els altres pollets de Pasqua i els altres conills de Pasqua.
- Janet Healy: Fluffy, Patch, y Bit